# Peucetia ketani
Peucetia ketani là một loài nhện trong họ Oxyopidae.
Loài này thuộc chi Peucetia. Peucetia ketani được Pawan U. Gajbe miêu tả năm 1992.